# Power Rangers Beast Morphers
Power Rangers Beast Morphers là phần thứ 26 của series Power Rangers, là bộ phim đầu tiên được thực hiện bởi Hasbro, Inc. bộ phim sử dụng hình ảnh, phục trang và là bản chuyển thể của Tokumei Sentai Go-Busters phần thứ 36 trong Super Sentai series của Nhật Bản, đây là lần đầu tiên một phiên bản Super Sentai vốn đã bị bỏ qua được chuyển thể thành Power Rangers. Bộ phim chiếu trên kênh Nickelodeon Từ 2/3/2019

## Nội dung
Lấy bối cảnh trong tương lai, một cơ quan bí mật ở thành phố Coral Harbor có tên là Grid Battleforce kết hợp một chất mới được phát hiện có tên là "Morph-X" với DNA động vật để tạo ra một nhóm Power Rangers mới được gọi là Beast Morphers. Beast Morpher Rangers phải bảo vệ Morphin Grid khỏi Evox, một loại virus máy tính độc ác tạo ra bản sao avatar ác của các ứng cử viên Beast Morphers ban đầu Blaze và Roxy, người đã bị hôn mê. Khi ba người trong số họ được chuyển đến Cyber Dimension, Evox, Cybervillain Blaze và Cybervillain Roxy có được người cai trị thực tế của nó Scro Muff như một đồng minh khi anh ta giúp họ trong kế hoạch đưa Evox về Trái đất.

## Diễn viên

### Rangers
- Rorrie D. Travis: Devon Daniels, Red Ranger: con trai của thị trưởng Coral Harbor. Devon giả định lớp phủ của Red Ranger khi Blaze, ứng cử viên Red Ranger ban đầu, bị Avatar của anh ta hôn mê do tham nhũng Morphox X của Evox. Devon thấy hành động là một cách tuyệt vời để dành thời gian; Anh ấy thích đi đến các khóa học võ thuật và phàn nàn khi anh ấy thấy chúng không ở trình độ chuyên môn của mình. Ngoài ra, anh thể hiện mong muốn chứng tỏ sự tự lập của mình với cha mình. Devon là một nhà lãnh đạo bẩm sinh. Sức mạnh Red Ranger của Devon kết hợp DNA Cheetah, cho phép anh ta di chuyển với tốc độ cực nhanh, nhưng đóng băng khi nhìn thấy những con chó.[14][15]
- Jazz Baduwalia: Ravi Shaw, Blue Ranger. Anh là con trai của Grid Battleforce Commander Shaw và là Ranger hiện tại duy nhất là ứng cử viên ban đầu cho chương trình. Ravi có mối quan hệ với ứng cử viên Roxy gốc của Ranger, nhưng đã chia tay với cô ấy để nắm lấy nhiệm vụ của anh ấy với tư cách là một Ranger. Anh cảm thấy hối hận vì đã đẩy cô sang một bên sau khi sáng tạo của Avatar khiến cô hôn mê. Sức mạnh Blue Ranger của Ravi kết hợp DNA Gorilla, mang lại cho anh ta sức mạnh thể chất to lớn, nhưng có thể quá nóng và trở nên giận dữ khi lạm dụng nó.[14][15]
- Jacqueline Scislowski: Zoey Reeves, Yellow Ranger. Zoey là một cô gái giặt đồ cho Grid Battleforce và là cựu ứng cử viên cho chương trình Ranger, nhưng cô không được chọn. Cô trở thành Kiểm lâm vàng sau khi Roxy bị hôn mê do tham nhũng Morph-X của Evox. Cô ấy dũng cảm, và có ý thức mạnh mẽ về bản thân và công lý. Sức mạnh Kiểm lâm Vàng của Zoey kết hợp DNA Jackrabbit, mang lại cho Zoey khả năng nhảy và đá mạnh mẽ, nhưng cô có thể dễ dàng kiệt sức và cô có thể khôi phục năng lượng của mình bằng cà rốt.[14][15]
- Abraham Rodriguez as Nate Silva, Gold Ranger. Nate là một thần đồng, nhà nghiên cứu chính và người đứng đầu công nghệ của Grid Battleforce, người đã phát triển Morph-X để sử dụng như một nguồn năng lượng sạch, bền vững. Ông đã tạo ra sức mạnh và kho vũ khí của Beast Morphers Ranger. Một thiên tài, Nate là một người suy nghĩ nhanh chóng trong các tình huống đòi hỏi nó. Đó là do suy nghĩ nhanh chóng của anh ấy đã cho phép Devon, Ravi và Zoey có được sức mạnh của họ, bảo vệ Morphing Grid. Là con một, Nate luôn muốn có một người anh trai và coi Bot Bot như một người anh em với Ranger. Anh có tình cảm với Zoey, bí mật gửi hoa Valentine của cô. Sức mạnh Gold Ranger của Nate kết hợp DNA bọ ngựa, cho phép anh ta sử dụng Võ thuật.
- Jamie Linehan as the voice of Steel, Silver Ranger. Beast Bot, được biết đến với cái tên Steel, là một Beast Bot có chủ đề đáng sợ được tạo ra bởi Nate khi anh ta bị bắt cóc bởi Blaze và Roxy, và được dự định sẽ được sử dụng cho một cơ thể tiềm năng cho Evox. Tuy nhiên, Nate ngăn chặn kế hoạch của Evox và Steel được liên kết với DNA của Scarab và DNA người của Nate để trở thành Ranger Silverers Morphers Ranger. Do anh ta bị ràng buộc với DNA của con người, Steel là một nửa người và được Nate coi là "anh trai" của anh ta.

### Veteran Rangers
- Austin St. John: Jason Lee Scott, Red Ranger trong Mighty Morphin Power Rangers.[16]
- Brennan Mejia: Tyler Navarro, Red Dino Charge Ranger trong Power Rangers Dino Charge.[17]
- James Davies: Chase Randall, Black Dino Charge Ranger từ Power Rangers Dino Charge.[17]
- Yoshi Sudarso: Koda, Blue Dino Charge Ranger từ Power Rangers Dino Charge.[17]
- Davi Santos: Sir Ivan of Zandar, Gold Dino Charge Ranger.[17]
- [18][19]

## Sản xuất
Saban Brand tuyên bố vào ngày 12 tháng 2 năm 2018, rằng họ đã gia hạn quan hệ đối tác với Nickelodeon thêm ba năm nữa cho đến năm 2021. Trong một tuyên bố chung vào ngày 15 tháng 2 năm 2018, Saban tuyên bố rằng họ sẽ không gia hạn giấy phép đồ chơi chính với Bandai trong tương lai và giấy phép hiện tại sẽ hết hạn vào ngày 1 tháng 4 năm 2019, chấm dứt hợp tác 25 năm kể từ năm 1993 với Mighty Morphin Power Rangers. Ngày hôm sau vào ngày 16 tháng 2 năm 2018 tại New York Toy Fair 2018, Hasbro thông báo rằng họ đã mua giấy phép đồ chơi bậc thầy từ Saban Brands, tiết lộ logo thương hiệu lại cho nhượng quyền Power Rangers và đề cập rằng hợp đồng của họ với Saban Brand bao gồm một tùy chọn đàm phán mua nhượng quyền Power Rangers từ Saban Brand sau đó nếu họ chọn. Ngày tiếp theo vào ngày 17 tháng 2 năm 2018, tại Hội chợ đồ chơi New York, Hasbro tuyên bố rằng đồ chơi của họ sẽ bắt đầu xuất hiện vào tháng 4 năm 2019 và rằng Super Sentai series Tokumei Sentai Go-Busters sẽ là mùa đầu tiên được điều chỉnh dưới logo Power Rangers được đổi tên thành Power Rangers Beast Morphers.
Vào ngày 1 tháng 5 năm 2018, Hasbro tuyên bố rằng họ đã đồng ý mua nhượng quyền thương hiệu Power Rangers từ Saban Brand trong một thỏa thuận tiền mặt và cổ phiếu trị giá 522 triệu đô la. Vào ngày 25 tháng 5 năm 2018, tiết lộ rằng Saban Brand đang chuẩn bị sa thải phần lớn nhân viên của mình với Saban Brand ngừng hoạt động vào ngày 2 tháng 7 năm 2018, mặc dù công ty mẹ Saban Capital Group sẽ vẫn mở cửa kinh doanh.
Judd "Chip" Lynn, người đã nối lại nhiệm vụ sản xuất điều hành cho Power Rangers kể từ Dino Charge, cũng sẽ trở lại với Beast Morphers.
Mùa đầu tiên kết thúc quay vào ngày 20 tháng 12 năm 2018. Mùa thứ hai bắt đầu quay khoảng một tháng sau đó. Quay phim cho phần hai kết thúc vào ngày 22 tháng 5 năm 2019.
Noam Kaniel (Noam) sáng tác nhạc cho sê-ri cùng với Youssef "Joe" Guezoum và Matt McGuire.